# 774 Armor
774 Armor eller 1913 TW är en asteroid i huvudbältet, som upptäcktes 19 december 1913 av den franske astronomen Charles Le Morvan i Paris. Den har fått sitt namn efter Armorica, vilket är det keltiska namnet på Bretagne i nordvästra Frankrike.
Asteroiden har en diameter på ungefär 50 kilometer.